# Nhà máy thủy điện Tyssedal
Tyssedal là một nhà máy thủy điện và bảo tàng công nghiệp nằm ở làng Tyssedal, thuộc đô thị Odda, Hordaland, miền đông Na Uy. Nhà máy được thiết kế bởi kiến trúc sư Thorvald Astrup. Nó bắt đầu đi vào hoạt động từ năm 1906, với tổng công suất lắp đặt là 100 MW từ năm 1918, sản lượng trung bình hàng năm đạt 700 GWh. Công trình được bảo vệ bởi Cục Di sản văn hóa Na Uy vào năm 2000, và là một phần của Bảo tàng Công nghiệp và Thủy điện Na Uy. Ngoài ra, nó cũng chính là một điểm dừng của Tuyến đường di sản công nghiệp châu Âu (ERIH).